# جیوه (I) کلرید
جیوه (I) کلرید (به انگلیسی: Mercury(I) chloride) با فرمول شیمیایی Hg۲Cl۲ یک ترکیب شیمیایی است. که جرم مولی آن ۴۷۲٫۰۹ g/mol می‌باشد. شکل ظاهری این ترکیب، جامد سفید است.

## کالومل
کالومل  (به انگلیسی: Calomel) با فرمول شیمیایی HgCl از مجموعه کانی هاست و از کلمه یونانی Kalos به معنای زیبا، شیرین - سیاه گرفته شده‌است. با KOH سیاه می‌شود - دراسیدها به زحمت حل می‌شود - با آب تمیز می‌شود. Hg:۸۴٫۹۸٪ Cl:۱۵٫۲٪ برای اولین بار در آمریکا(Terlinguo) کشف شد و از نظر شکل بلور: منشوری- بی پیرامیدال - پهن - ماکله بر اساس سطح ۱۰۱، رنگ: سفید - خاکستری - زرد - خاکستری - در مجاورت هوا سیاه می‌شود.، شفافیت: شفاف - نیمه شفاف، جلا: الماسی، رخ: کامل - مطابق باسطح، سیستم تبلور: تری کلینیک و در رده‌بندی هالوژن است و منشأ تشکیل آن ثانوی است.
همایند کانی‌شناسی (پارانژ) آن - جیوه- سینابر است
کاربرد آن: کانسار جیوه، از نظر ژیزمان بلورها با سطوح متعدد با قشرهای متعدد - توده‌ای - علفی کمیاب است و بیشتر در در آلمان، اسپانیا، آمریکا، مکزیک و روسیه یافت می‌شود.